# Championnat du Kenya de football 2005-2006
Navigation
Saison précédente Saison suivante
La saison 2006 du Championnat du Kenya de football est la quarante-troisième édition de la première division au Kenya, organisée sous forme de poule unique, la Premier League, où toutes les équipes se rencontrent deux fois au cours de la saison. En fin de saison, les quatre derniers du classement sont relégués et remplacés par les deux meilleurs clubs de Nationwide League, la deuxième division kenyane afin de permettre le passage du championnat de 22 à 20 équipes.
C’est le club de Sony Sugar qui remporte la compétition cette saison après avoir terminé en tête du classement final, avec un seul point d’avance sur Tusker FC et huit sur Thika United. Il s’agit du tout premier titre de champion du Kenya de l’histoire du club.
Deux clubs de l’élite disparaissent du plus haut niveau : Kenya Pipeline et Nzoia Sugar. La fin de saison est agitée puisqu'au départ, c’est Red Berets FC, 17e du classement, qui doit être relégué mais voit la fédération sanctionner Gor Mahia être rétrogradé à la suite de dettes impayées. Cette décision est par la suite annulée car le club de Securicor FC est dissous, ce qui permet à Gor Mahia d’être repêché pour la saison suivante.

## Qualifications continentales
Il n'y a aucun club kényan qualifié dans les deux compétitions continentales africaines pour la saison prochaine.

## Les clubs participants
| - AFC Leopards - Mathare Youth - Promu en Premier League - Ulinzi Stars Football Club - Tusker Football Club - World Hope FC - Gor Mahia Football Club - Sony Sugar - Sher Agencies - Mumias Sugar - Kisumu Telkom - Nzoia Sugar | - Mathare United Football Club - Coast Stars - Kenya Commercial Bank FC - Red Berets Football Club - Shabana Kisii - Chemelil Sugar Football Club - Thika United - Agrochemical Football Club - Promu en Premier League - Kangemi United - Kenya Pipeline - Securicor FC |

## Compétition
Le barème de points servant à établir le classement se décompose ainsi :
- Victoire : 3 points
- Match nul : 1 point
- Défaite : 0 point

### Classement
| Rang | Équipe                   | Pts | J  | G  | N  | P  | Bp | Bc | Diff |
| ---- | ------------------------ | --- | -- | -- | -- | -- | -- | -- | ---- |
| 1    | Sony Sugar               | 75  | 38 | 21 | 12 | 5  | 48 | 17 | +31  |
| 2    | Tusker FC                | 74  | 38 | 21 | 11 | 6  | 60 | 28 | +32  |
| 3    | Thika United             | 67  | 38 | 19 | 10 | 9  | 44 | 27 | +17  |
| 4    | Ulinzi StarsT            | 64  | 38 | 17 | 13 | 8  | 58 | 32 | +26  |
| 5    | Mumias Sugar             | 64  | 38 | 17 | 13 | 8  | 39 | 23 | +16  |
| 6    | Sher Agencies            | 62  | 38 | 16 | 14 | 8  | 52 | 29 | +23  |
| 7    | World Hope FC            | 55  | 38 | 14 | 13 | 11 | 43 | 41 | +2   |
| 8    | Mathare United           | 54  | 38 | 12 | 18 | 8  | 41 | 27 | +14  |
| 9    | Chemelil Sugar           | 50  | 38 | 11 | 17 | 10 | 27 | 22 | +5   |
| 10   | Agrochemical FCP         | 48  | 38 | 12 | 12 | 14 | 42 | 42 | 0    |
| 11   | Coast Stars              | 47  | 38 | 12 | 11 | 15 | 40 | 45 | -5   |
| 12   | Securicor FC dissous     | 44  | 38 | 11 | 14 | 13 | 40 | 45 | -5   |
| 13   | Mathare YouthP           | 43  | 38 | 9  | 16 | 13 | 31 | 39 | -8   |
| 14   | Kenya Commercial Bank FC | 43  | 30 | 10 | 13 | 15 | 37 | 51 | -14  |
| 15   | Kangemi United           | 42  | 38 | 10 | 12 | 16 | 35 | 43 | -8   |
| 16   | Gor Mahia                | 42  | 38 | 12 | 9  | 17 | 26 | 46 | -20  |
| 17   | Red Berets FC            | 41  | 38 | 9  | 14 | 15 | 33 | 44 | -11  |
| 18   | AFC Leopards             | 37  | 38 | 9  | 10 | 19 | 29 | 47 | -18  |
| 19   | Shabana Kisii            | 33  | 38 | 8  | 9  | 21 | 29 | 60 | -31  |
| 20   | Kisumu Telkom            | 22  | 38 | 3  | 13 | 22 | 19 | 65 | -46  |
|      | Nzoia Sugar dissous      |     |    |    |    |    |    |    |      |
|      | Kenya Pipeline dissous   |     |    |    |    |    |    |    |      |

|  | Champion du Kenya 2005-2006                        |
|  | Relégation directe en Nationwide League            |
|  | T : Tenant du titre P : Promu de Nationwide League |

## Bilan de la saison
| Championnat du Kenya de football 2005-2006 |                       |
| Champion                                   | Sony Sugar (8e titre) |
| Coupes et trophées                         |                       |
| Vainqueur de la Coupe du Kenya 2005-2006   | Non disputée          |
| Qualifications continentales               |                       |
| Ligue des champions de la CAF 2007         | Aucun                 |
| Coupe de la confédération 2007             | Aucun                 |
| Promotions et relégations                  |                       |
| Promus en Premier League                   | Homegrown FC          |
| Promus en Premier League                   | Mahakama FC           |
| Relégués en Nationwide League              | AFC Leopards          |
| Relégués en Nationwide League              | Shabana Kisii         |
| Relégués en Nationwide League              | Kisumu Telkom         |
| Relégués en Nationwide League              | Securicor FC          |